# Речка (Тюменская область)
Ре́чка — деревня в Ишимском районе Тюменской области России. Входит в состав Первопесьяновского сельского поселения.

## География
Деревня находится в истоке реки Китерня, на расстоянии 32 км к северо-востоку от города Ишим, административного центра района.

### Часовой пояс
Деревня Речка, как и вся Тюменская область, находится в часовой зоне МСК+2. Смещение применяемого времени относительно UTC составляет +5:00.

## История
Деревня возникла как ферма № 2 совхоза «Песьяновский».

## Население
| 2010 |
| ---- |
| 58   |

### Национальный состав
Согласно результатам переписи 2002 года, в национальной структуре населения русские составляли 84 % из 92 чел.